# Quim Gutiérrez
Turri (Barcelona, 27 de marzo de 1981), más conocido como Quim Gutiérrez, es un actor español ganador de un Premio Goya a mejor actor revelación por AzulOscuroCasiNegro en 2007.
Turri nació el 27 de marzo de 1981 en Barcelona (España). Es hijo de un profesor de Fisiología Animal en la UB y una maestra y coordinadora de la Escola Sadako. Debutó a los 12 años, acreditado como Joaquim Gutiérrez, en Poblenou (TV3), serie que más tarde emitió Antena 3 como Los mejores años. Tras dejar la interpretación por un tiempo, compaginó la carrera de Humanidades en la Universidad Pompeu Fabra con los estudios en la Escuela de Teatro Nancy Tuñón.
Mantiene una relación con Paula Willems. Su hijo, Bru, nació el 28 de noviembre de 2021.

## Trayectoria profesional
Regresó a la interpretación y se incorporó a la serie El cor de la ciutat, en la que actuó durante casi cinco años. Tras diversos papeles televisivos, entre los que se destaca su papel de Daniel Rocha en Génesis, en la mente del asesino, debutó en la gran pantalla en 2006 con Sin ti y, más tarde, AzulOscuroCasiNegro, dirigida por Daniel Sánchez Arévalo, la cual le valió para obtener el Premio Goya a mejor actor revelación. A partir de ese momento, su carrera se centró principalmente en el cine con películas como Sangre de mayo (2008), Una hora más en Canarias (2010) o Primos (2011), donde volvió a coincidir con Daniel Sánchez Arévalo como director.
En 2013 intervino en 3 bodas de más de Javier Ruiz Caldera, La gran familia española, ¿Quién mató a Bambi? y Los últimos días donde compartió protagonismo con José Coronado. En 2014 actuó en la producción francesa Los ojos amarillos de los cocodrilos (Les yeux jaunes des crocodiles) junto a Emmanuelle Béart y Patrick Bruel y protagonizó la comedia española Anacleto: agente secreto (2015) junto a Imanol Arias. En 2016 protagonizó la miniserie de Telecinco El padre de Caín, donde interpretó a Eloy Rodríguez. Un año más tarde, estrenó La niebla y la doncella y Abracadabra, junto a Antonio de la Torre y Maribel Verdú.
En 2017 regresó a televisión para protagonizar la serie de Telecinco El accidente, junto a Inma Cuesta y Berta Vázquez. Más adelante, protagonizó la película Litus (2019) de Dani de la Orden y Ventajas de viajar en tren (2019) de Aritz Moreno. Un año más tarde, estrenó la comedia romántica Te quiero, imbécil, interpretando al principal protagonista. El 31 de diciembre de 2019 estrenó y protagonizó la serie original de Netflix El vecino, interpretando a Javier y, a su vez, al superhéroe Titán. En 2021 se estrenó la segunda temporada de la serie, con el actor nuevamente como protagonista. Ese mismo año dio el salto internacional con la película estadounidense Jungle Cruise, con un papel secundario.
En 2022 se centró principalmente en cine, protagonizando la comedia original de Netflix Amor de madre, donde interpreta un hombre que es dejado en el altar y decide irse de luna de miel con su madre, así como su participación en la cinta Un año, una noche de Isaki Lacuesta y la película coral Historias para no contar. En 2023 interpretó al policía Albert López en la serie sobre el caso real del crimen de la Guardia Urbana El cuerpo en llamas, junto a Úrsula Corberó. Por su interpretación recibió nominaciones en los premios Feroz, los Fotogramas de Plata y la Unión de Actores y Actrices.
A finales de 2023 participó como parte del elenco principal de la serie Mentiras pasajeras con el papel de Santi Tello, que se estrenó en SkyShowtime. También en ese año, participó en la producción francesa La isla roja.
En marzo de 2025 coprotagonizó Los aitas una película de Borja Cobeaga.
2025 Inicia el rodaje de "Amarga navidad", dirigida por Pedro Almodóvar.

## Filmografía

### Cine
| Año  | Título                               | Personaje          | Notas                 |
| ---- | ------------------------------------ | ------------------ | --------------------- |
| 2003 | Los abajo firmantes                  | Camarero           | Sin acreditar         |
| 2006 | Sin ti                               | Casimiro           |                       |
| 2006 | AzulOscuroCasiNegro                  | Jorge Mateo        |                       |
| 2008 | Sangre de mayo                       | Gabriel            |                       |
| 2010 | Una hora más en Canarias             | Pablo              |                       |
| 2011 | Primos                               | Diego              |                       |
| 2011 | La cara oculta                       | Adrián Salamanca   |                       |
| 2012 | Todo es silencio                     | Fins               |                       |
| 2013 | 3 bodas de más                       | Jonás              |                       |
| 2013 | ¿Quién mató a Bambi?                 | David              |                       |
| 2013 | La gran familia española             | Caleb Montero Sanz |                       |
| 2013 | Los últimos días                     | Marc               |                       |
| 2014 | Los ojos amarillos de los cocodrilos | Luca Giampaoli     |                       |
| 2014 | Sexo fácil, películas tristes        | Víctor Montero     |                       |
| 2015 | Minions                              | Herb Overkill      | Doblaje al castellano |
| 2015 | Anacleto: agente secreto             | Adolfo             |                       |
| 2016 | Wùlu                                 | Rafael             |                       |
| 2017 | La niebla y la doncella              | Sargento Bevilaqua |                       |
| 2017 | Abracadabra                          | Alberto Cantero    |                       |
| 2017 | The Emoji Movie                      | Gene Meh           | Doblaje al castellano |
| 2019 | Litus                                | Toni               |                       |
| 2019 | Ventajas de viajar en tren           | Emilio             |                       |
| 2019 | Klaus                                | Jesper             | Voz                   |
| 2020 | Te quiero, imbécil                   | Marcos             |                       |
| 2020 | Chasing Wonders                      | Goyo               |                       |
| 2021 | Jungle Cruise                        | Melchor            |                       |
| 2021 | Madeleine Collins                    | Abdel Soriano      |                       |
| 2022 | Un año, una noche                    | Carlos             |                       |
| 2022 | Amor de madre                        | José Luis          |                       |
| 2022 | Historias para no contar             | Edu                |                       |
| 2023 | L'île rouge                          | Robert López       |                       |
| 2024 | Al otro barrio                       | Andrés Ocaña       |                       |
| 2025 | Los aitas                            | Padre              |                       |
| 2025 | Un funeral de locos                  | Daniel             |                       |

### Televisión
| Año       | Título                           | Personaje              | Notas                          |
| --------- | -------------------------------- | ---------------------- | ------------------------------ |
| 1994      | Poblenou                         | Martí Aiguader         | Papel principal; 193 episodios |
| 1995–1996 | Rosa                             | Martí Aiguader         | Papel principal; 27 episodios  |
| 1996      | Rosa, punt i apart               | Martí Aiguader         | Papel principal (miniserie)    |
| 1996      | Rosa, la lluita                  | Martí Aiguader         | Papel recurrente; 2 episodios  |
| 1997      | El show de la Diana              | Veí                    | 1 episodio                     |
| 2000–2005 | El cor de la ciutat              | David Peris Noguera    | Papel principal; 155 episodios |
| 2004      | Majoria absoluta                 | David Peris Noguera    | 1 episodio                     |
| 2004      | Virginia, la monaca di Monza     | Carles                 | Película de televisión         |
| 2006–2007 | Génesis, en la mente del asesino | Daniel Rocha           | Papel principal; 22 episodios  |
| 2011      | El precio de la libertad         | Mario Onandia          | Película de televisión         |
| 2016      | El padre de Caín                 | Eloy Rodríguez         | Protagonista (miniserie)       |
| 2016      | Web Therapy                      | Ramiro Mauriño         | Papel recurrente; 6 episodios  |
| 2017–2018 | El accidente                     | José Espada García     | Protagonista; 13 episodios     |
| 2019–2021 | El vecino                        | Javier / Titán         | Protagonista; 18 episodios     |
| 2023      | El cuerpo en llamas              | Albert López           | Protagonista; 8 episodios      |
| 2023      | Mentiras pasajeras               | Santiago «Santi» Tello | Papel principal; 8 episodios   |

## Premios y nominaciones
| Año  | Categoría                                  | Trabajo nominado | Resultado | Ref. |
| ---- | ------------------------------------------ | ---------------- | --------- | ---- |
| 2019 | Biznaga de Plata al mejor actor de reparto | Litus            | Ganador   |      |

| Año  | Categoría                 | Trabajo nominado         | Resultado | Ref. |
| ---- | ------------------------- | ------------------------ | --------- | ---- |
| 2014 | Mejor actor de cine       | La gran familia española | Nominado  |      |
| 2024 | Mejor actor de televisión | El cuerpo en llamas      | Nominado  |      |

| Año  | Categoría              | Trabajo nominado         | Resultado | Ref. |
| ---- | ---------------------- | ------------------------ | --------- | ---- |
| 2015 | Mejor actor secundario | Anacleto: agente secreto | Nominado  |      |

| Año  | Categoría                             | Trabajo nominado           | Resultado | Ref. |
| ---- | ------------------------------------- | -------------------------- | --------- | ---- |
| 2016 | Mejor actor de reparto                | Anacleto: agente secreto   | Nominado  |      |
| 2020 | Mejor actor de reparto                | Ventajas de viajar en tren | Nominado  |      |
| 2024 | Mejor actor protagonista de una serie | El cuerpo en llamas        | Nominado  |      |

| Año  | Categoría              | Trabajo nominado         | Resultado | Ref. |
| ---- | ---------------------- | ------------------------ | --------- | ---- |
| 2016 | Mejor actor secundario | Anacleto: agente secreto | Nominado  |      |

| Año  | Categoría              | Trabajo nominado    | Resultado | Ref.   |
| ---- | ---------------------- | ------------------- | --------- | ------ |
| 2007 | Mejor actor revelación | AzulOscuroCasiNegro | Ganador   | [ 18 ] |

| Año  | Categoría                      | Trabajo nominado         | Resultado | Ref. |
| ---- | ------------------------------ | ------------------------ | --------- | ---- |
| 2012 | Mejor interpretación masculina | El precio de la libertad | Nominado  |      |
| 2018 | Mejor interpretación masculina | El accidente             | Nominado  |      |
| 2020 | Mejor interpretación masculina | El vecino                | Nominado  |      |

| Año  | Categoría                        | Trabajo nominado    | Resultado | Ref.   |
| ---- | -------------------------------- | ------------------- | --------- | ------ |
| 2007 | Mejor actor en película española | AzulOscuroCasiNegro | Ganador   | [ 19 ] |

| Año  | Categoría                              | Trabajo nominado    | Resultado | Ref. |
| ---- | -------------------------------------- | ------------------- | --------- | ---- |
| 2007 | Mejor actor revelación                 | AzulOscuroCasiNegro | Nominado  |      |
| 2024 | Mejor actor protagonista de televisión | El cuerpo en llamas | Ganador   |      |